# Dél-Korea a 2006. évi téli olimpiai játékokon
Dél-Korea az olaszországi Torinóban megrendezett 2006. évi téli olimpiai játékok egyik részt vevő nemzete volt. Az országot az olimpián 9 sportágban 41 sportoló képviselte, akik összesen 11 érmet szereztek.
Dél- és Észak-Korea a téli olimpiai játékok történetében először együtt vonult fel a nyitóünnepségen, Egyesült-Korea zászlaja mögött, két zászlóvivővel.

Az Egyesült-Korea olimpiai zászlaja

## Érmesek
| Érem  | Versenyző                                                    | Sportág                    | Versenyszám        |
| ----- | ------------------------------------------------------------ | -------------------------- | ------------------ |
| Arany | An Hjonszu                                                   | Rövidpályás gyorskorcsolya | Férfi 1000 m       |
| Arany | An Hjonszu                                                   | Rövidpályás gyorskorcsolya | Férfi 1500 m       |
| Arany | An Hjonszu I Hoszok O Szedzsong Szo Hodzsin Szong Szogu      | Rövidpályás gyorskorcsolya | Férfi 5000 m váltó |
| Arany | Csin Szonju                                                  | Rövidpályás gyorskorcsolya | Női 1000 m         |
| Arany | Csin Szonju                                                  | Rövidpályás gyorskorcsolya | Női 1500 m         |
| Arany | Cshö Ungjong Csin Szonju Cson Dahje Kang Junmi Pjon Cshonsza | Rövidpályás gyorskorcsolya | Női 3000 m váltó   |
| Ezüst | I Hoszok                                                     | Rövidpályás gyorskorcsolya | Férfi 1000 m       |
| Ezüst | I Hoszok                                                     | Rövidpályás gyorskorcsolya | Férfi 1500 m       |
| Ezüst | Cshö Ungjong                                                 | Rövidpályás gyorskorcsolya | Női 1500 m         |
| Bronz | An Hjonszu                                                   | Rövidpályás gyorskorcsolya | Férfi 500 m        |
| Bronz | I Gangszok                                                   | Gyorskorcsolya             | Férfi 500 m        |

## Alpesisí
Férfi
| Versenyző      | Versenyszám      | 1. futam      | 1. futam      | 2. futam | 2. futam | Összesítés | Összesítés |
| Versenyző      | Versenyszám      | Idő           | Hely.         | Idő      | Hely.    | Idő        | Helyezés   |
| -------------- | ---------------- | ------------- | ------------- | -------- | -------- | ---------- | ---------- |
| Kang Minhjok   | Műlesiklás       | 58,53         | 36.           | kizárták | kizárták | kiesett    | kiesett    |
| Kang Minhjok   | Óriás-műlesiklás | nem ért célba | nem ért célba | kiesett  | kiesett  | kiesett    | kiesett    |
| Kim Hjongcshol | Óriás-műlesiklás | 1:26,09       | 32.           | 1:26,37  | 29.      | 2:52,46    | 28.        |
| Kim Uszong     | Óriás-műlesiklás | nem ért célba | nem ért célba | kiesett  | kiesett  | kiesett    | kiesett    |

Női
| Versenyző | Versenyszám      | 1. futam | 1. futam | 2. futam | 2. futam | Összesítés | Összesítés |
| Versenyző | Versenyszám      | Idő      | Hely.    | Idő      | Hely.    | Idő        | Helyezés   |
| --------- | ---------------- | -------- | -------- | -------- | -------- | ---------- | ---------- |
| O Dzseun  | Műlesiklás       | 48,07    | 45.      | 53,77    | 43.      | 1:41,84    | 41.        |
| O Dzseun  | Óriás-műlesiklás | 1:08,22  | 43.      | 1:16,25  | 34.      | 2:24,47    | 33.        |

## Biatlon
Férfi
| Versenyző | Versenyszám  | Lövőhiba    | Időeredmény | Helyezés |
| --------- | ------------ | ----------- | ----------- | -------- |
| Pak Junbe | 10 km sprint | 3 (3+0)     | 31:29,5     | 79.      |
| Pak Junbe | 20 km egyéni | 6 (0+3+2+1) | 1:07:03,4   | 81.      |

## Gyorskorcsolya
Férfi
| Versenyző      | Versenyszám | 1. futam | 1. futam | 2. futam | 2. futam | Eredmény | Helyezés |
| Versenyző      | Versenyszám | Idő      | Hely.    | Idő      | Hely.    | Eredmény | Helyezés |
| -------------- | ----------- | -------- | -------- | -------- | -------- | -------- | -------- |
| Cshö Dzsebong  | 500 m       | 35,61    | 13.      | 35,43    | 9.*      | 71,04    | 8.       |
| Cshö Dzsebong  | 1000 m      |          |          |          |          | 1:10,23  | 17.      |
| Kvon Szuncshon | 500 m       | 58,66    | 37.      | 36,13    | 31.      | 94,79    | 37.      |
| I Dzsinu       | 1500 m      |          |          |          |          | 1:49,85  | 28.      |
| I Dzsongu      | 1500 m      |          |          |          |          | 1:48,11  | 14.      |
| I Gangszok     | 500 m       | 35,34    | 3.       | 35,09    | 2.       | 70,43    |          |
| I Gangszok     | 1000 m      |          |          |          |          | 1:10,52  | 22.      |
| I Gjuhjok      | 500 m       | 35,76    | 17.      | 35,62    | 13.*     | 71,38    | 17.      |
| I Gjuhjok      | 1000 m      |          |          |          |          | 1:09,37  | 4.       |
| Mun Dzsun      | 1000 m      |          |          |          |          | 1:10,66  | 24.      |
| Mun Dzsun      | 1500 m      |          |          |          |          | 1:48,38  | 16.      |
| Jo Szangjop    | 5000 m      |          |          |          |          | 6:58,13  | 28.      |

Női
| Versenyző      | Versenyszám | 1. futam | 1. futam | 2. futam | 2. futam | Eredmény | Helyezés |
| Versenyző      | Versenyszám | Idő      | Hely.    | Idő      | Hely.    | Eredmény | Helyezés |
| -------------- | ----------- | -------- | -------- | -------- | -------- | -------- | -------- |
| Cshö Szungjong | 500 m       | 39,65    | 21.      | 39,37    | 16.      | 79,02    | 18.      |
| Kim Jurim      | 500 m       | 39,57    | 18.      | 39,68    | 24.      | 79,25    | 20.      |
| Kim Jurim      | 1000 m      |          |          |          |          | 1:18,77  | 28.      |
| I Bora         | 500 m       | 40,01    | 25.*     | 39,72    | 25.      | 79,73    | 25.      |
| I Bora         | 1000 m      |          |          |          |          | 1:21,19  | 34.      |
| I Dzsujon      | 1000 m      |          |          |          |          | 1:18,66  | 26.      |
| I Dzsujon      | 1500 m      |          |          |          |          | 2:00,85  | 16.      |
| I Szanghva     | 500 m       | 38,69    | 6.       | 38,35    | 3.       | 77,04    | 5.       |
| I Szanghva     | 1000 m      |          |          |          |          | 1:17,78  | 19.      |
| No Szonjong    | 1500 m      |          |          |          |          | 2:03,35  | 32.      |
| No Szonjong    | 3000 m      |          |          |          |          | 4:15,68  | 19.      |

* - egy másik versenyzővel azonos eredményt ért el

## Rövidpályás gyorskorcsolya
Férfi
| Versenyző                                               | Versenyszám  | Előfutam | Előfutam | Negyeddöntő | Negyeddöntő | Elődöntő | Elődöntő | B döntő | B döntő | Döntő    | Döntő   | Helyezés |
| Versenyző                                               | Versenyszám  | Idő      | Hely.    | Idő         | Hely.       | Idő      | Hely.    | Idő     | Hely.   | Idő      | Hely.   | Helyezés |
| ------------------------------------------------------- | ------------ | -------- | -------- | ----------- | ----------- | -------- | -------- | ------- | ------- | -------- | ------- | -------- |
| An Hjonszu                                              | 500 m        | 42,960   | 1.       | 42,213      | 1.          | 41,826   | 1.       |         |         | 42,089   | 3.      |          |
| An Hjonszu                                              | 1000 m       | 1:27,372 | 1.       | 1:29,371    | 1.          | 1:27,909 | 1.       |         |         | 1:26,739 | 1.      |          |
| An Hjonszu                                              | 1500 m       | 2:29,808 | 1.       |             |             | 2:17,718 | 1.       |         |         | 2:25,341 | 1.      |          |
| I Hoszok                                                | 500 m        | 42,676   | 1.       | 1:22,896    | 4.          | kiesett  | kiesett  | kiesett | kiesett | kiesett  | kiesett | 12.      |
| I Hoszok                                                | 1000 m       | 1:35,634 | 1.       | 1:27,265    | 1.          | 1:29,150 | 1.       |         |         | 1:26,764 | 2.      |          |
| I Hoszok                                                | 1500 m       | 2:31,511 | 1.       |             |             | 2:20,901 | 2.       |         |         | 2:25,600 | 2.      |          |
| Szo Hodzsin                                             | 500 m        | kizárták | kizárták | kiesett     | kiesett     | kiesett  | kiesett  | kiesett | kiesett | kiesett  | kiesett | kiesett  |
| An Hjonszu I Hoszok O Szedzsong Szo Hodzsin Szong Szogu | 5000 m váltó |          |          |             |             | 7:01,783 | 2.       |         |         | 6:43,376 | 1.      |          |

Női
| Versenyző                                                    | Versenyszám  | Előfutam | Előfutam | Negyeddöntő | Negyeddöntő | Elődöntő | Elődöntő | B döntő | B döntő | Döntő    | Döntő    | Helyezés |
| Versenyző                                                    | Versenyszám  | Idő      | Hely.    | Idő         | Hely.       | Idő      | Hely.    | Idő     | Hely.   | Idő      | Hely.    | Helyezés |
| ------------------------------------------------------------ | ------------ | -------- | -------- | ----------- | ----------- | -------- | -------- | ------- | ------- | -------- | -------- | -------- |
| Csin Szonju                                                  | 500 m        | 45,954   | 1.       | 46,428      | 3.          | kiesett  | kiesett  | kiesett | kiesett | kiesett  | kiesett  | 10.      |
| Csin Szonju                                                  | 1000 m       | 1:31,504 | 1.       | 1:33,351    | 1.          | 1:32,546 | 1.       |         |         | 1:32,859 | 1.       |          |
| Csin Szonju                                                  | 1500 m       | 2:29,731 | 1.       |             |             | 2:31,747 | 1.       |         |         | 2:23,494 | 1.       |          |
| Kang Junmi                                                   | 500 m        | 45,755   | 2.       | kizárták    | kizárták    | kiesett  | kiesett  | kiesett | kiesett | kiesett  | kiesett  | kiesett  |
| Cshö Ungjong                                                 | 1000 m       | 1:38,414 | 1.       | 1:32,875    | 1.          | 1:32,099 | 2.       |         |         | kizárták | kizárták | kiesett  |
| Cshö Ungjong                                                 | 1500 m       | 2:37,862 | 2.       |             |             | 2:22,776 | 1.       |         |         | 2:24,069 | 2.       |          |
| Pjon Cshonsza                                                | 1500 m       | 2:41,411 | 2.       |             |             | 2:26,915 | 1.       |         |         | kizárták | kizárták | kiesett  |
| Cshö Ungjong Csin Szonju Cson Dahje Kang Junmi Pjon Cshonsza | 3000 m váltó |          |          |             |             | 4:18,854 | 1.       |         |         | 4:17,040 | 1.       |          |

## Síakrobatika
Mogul
| Versenyző   | Versenyszám | Selejtező | Selejtező | Döntő   | Döntő    |
| Versenyző   | Versenyszám | Pont      | Helyezés  | Pont    | Helyezés |
| ----------- | ----------- | --------- | --------- | ------- | -------- |
| Jun Csherin | Női         | 7,07      | 30.       | kiesett | kiesett  |

## Sífutás
Férfi
| Versenyző                | Versenyszám  | Selejtező | Selejtező | Negyeddöntő | Negyeddöntő | Elődöntő | Elődöntő | B döntő | B döntő | Döntő         | Döntő         |
| Versenyző                | Versenyszám  | Idő       | Hely.     | Idő         | Hely.       | Idő      | Hely.    | Idő     | Hely.   | Idő           | Helyezés      |
| ------------------------ | ------------ | --------- | --------- | ----------- | ----------- | -------- | -------- | ------- | ------- | ------------- | ------------- |
| Cshö Imhon               | 15 km        |           |           |             |             |          |          |         |         | 46:21,7       | 78.           |
| Cshö Imhon               | 30 km        |           |           |             |             |          |          |         |         | nem ért célba | nem ért célba |
| Csong Imjong             | Sprint       | 2:35,39   | 76.       | kiesett     | kiesett     | kiesett  | kiesett  | kiesett | kiesett | kiesett       | 76.           |
| Csong Imjong             | 15 km        |           |           |             |             |          |          |         |         | 46:40,8       | 80.           |
| Csong Imjong             | 30 km        |           |           |             |             |          |          |         |         | nem ért célba | nem ért célba |
| Csong Imjong             | 50 km        |           |           |             |             |          |          |         |         | nem ért célba | nem ért célba |
| Pak Pjongdzsu            | Sprint       | 2:28,85   | 63.       | kiesett     | kiesett     | kiesett  | kiesett  | kiesett | kiesett | kiesett       | 63.           |
| Pak Pjongdzsu            | 15 km        |           |           |             |             |          |          |         |         | 46:38,9       | 79.           |
| Pak Pjongdzsu            | 30 km        |           |           |             |             |          |          |         |         | nem ért célba | nem ért célba |
| Cshö Imhon Pak Pjongdzsu | Csapatsprint | 19:40,0   | 10.       |             |             |          |          |         |         | kiesett       | 19.           |

Női
| Versenyző | Versenyszám | Selejtező | Selejtező | Negyeddöntő | Negyeddöntő | Elődöntő | Elődöntő | B döntő | B döntő | Döntő         | Döntő         |
| Versenyző | Versenyszám | Idő       | Hely.     | Idő         | Hely.       | Idő      | Hely.    | Idő     | Hely.   | Idő           | Helyezés      |
| --------- | ----------- | --------- | --------- | ----------- | ----------- | -------- | -------- | ------- | ------- | ------------- | ------------- |
| I Cshevon | Sprint      | 2:35,47   | 64.       | kiesett     | kiesett     | kiesett  | kiesett  | kiesett | kiesett | kiesett       | 64.           |
| I Cshevon | 10 km       |           |           |             |             |          |          |         |         | 32:57,8       | 62.           |
| I Cshevon | 15 km       |           |           |             |             |          |          |         |         | 49:01,2       | 57.           |
| I Cshevon | 30 km       |           |           |             |             |          |          |         |         | nem ért célba | nem ért célba |

## Síugrás
| Versenyző                                             | Versenyszám | Selejtező | Selejtező | 1. ugrás | 1. ugrás | 2. ugrás | 2. ugrás | Összesítés | Összesítés |
| Versenyző                                             | Versenyszám | Pont      | Hely.     | Pont     | Hely.    | Pont     | Hely.    | Pont       | Helyezés   |
| ----------------------------------------------------- | ----------- | --------- | --------- | -------- | -------- | -------- | -------- | ---------- | ---------- |
| Cshö Hungcshol                                        | Normálsánc  | 104,0     | 36.*      | kiesett  | kiesett  | kiesett  | kiesett  | kiesett    | kiesett    |
| Cshö Hungcshol                                        | Nagysánc    | 85,4      | 23.*      | 65,3     | 47.      | kiesett  | kiesett  | kiesett    | kiesett    |
| Cshö Jongdzsik                                        | Normálsánc  | 104,0     | 36.*      | kiesett  | kiesett  | kiesett  | kiesett  | kiesett    | kiesett    |
| Cshö Jongdzsik                                        | Nagysánc    | 22,8      | 53.       | kiesett  | kiesett  | kiesett  | kiesett  | kiesett    | kiesett    |
| Kang Cshilgu                                          | Normálsánc  | 96,5      | 44.       | kiesett  | kiesett  | kiesett  | kiesett  | kiesett    | kiesett    |
| Kang Cshilgu                                          | Nagysánc    | 58,8      | 45.       | kiesett  | kiesett  | kiesett  | kiesett  | kiesett    | kiesett    |
| Kim Hjongi                                            | Normálsánc  | 107,5     | 30.*      | 104,5    | 43.      | kiesett  | kiesett  | kiesett    | kiesett    |
| Kim Hjongi                                            | Nagysánc    | 75,3      | 32.       | 84,4     | 39.      | kiesett  | kiesett  | kiesett    | kiesett    |
| Cshö Hungcshol Cshö Jongdzsik Kang Cshilgu Kim Hjongi | Csapat      |           |           | 321,5    | 13.      | kiesett  | kiesett  | kiesett    | kiesett    |

* - egy másik versenyzővel azonos eredményt ért el

## Szánkó
| Versenyző  | Versenyszám | 1. futam | 1. futam | 2. futam | 2. futam | 3. futam | 3. futam | 4. futam | 4. futam | Összesítés | Összesítés |
| Versenyző  | Versenyszám | Idő      | Hely.    | Idő      | Hely.    | Idő      | Hely.    | Idő      | Hely.    | Idő        | Helyezés   |
| ---------- | ----------- | -------- | -------- | -------- | -------- | -------- | -------- | -------- | -------- | ---------- | ---------- |
| Kim Mingju | Férfi egyes | 53,748   | 31.      | 54,961   | 32.      | 53,528   | 30.      | 53,344   | 31.      | 3:35,581   | 29.        |

## Szkeleton
| Versenyző    | Versenyszám | 1. futam | 1. futam | 2. futam | 2. futam | Összesítés | Összesítés |
| Versenyző    | Versenyszám | Idő      | Hely.    | Idő      | Hely.    | Idő        | Helyezés   |
| ------------ | ----------- | -------- | -------- | -------- | -------- | ---------- | ---------- |
| Kang Gvangbe | Férfi       | 1:00,41  | 25.      | 59,88    | 20.      | 2:00,29    | 23.        |